# نهائي كأس العالم 1966
نهائي كأس العالم لكرة القدم 1966 (بالإنجليزية: 1966 FIFA World Cup Final) هو نهائي كأس العالم لكرة القدم والذي حدث في بريطانيا وكان اللقاء الذي جمع بين المنتخبين الإنجليزي والألماني الغربي بتاريخ 30 يوليو عام 1966م، والذي حضره نحو 98 ألف متفرج في أكبر محفل رياضي في تاريخ بريطانيا، حيث فاز بها المنتخب الإنجليزي على منتخب ألمانيا الغربية بنتيجة 4-2 في ملعب ويمبلي بمدينة لندن، وحصل المنتخب الإنجليزي على كأس العالم.

## الهدف المثير للجدل
سجل جيوف هورست هدفاً إنجليزياً في مرمى حارس المنتخب الألماني، ولكن مساعد الحكم أخبر حكم المباراة أن تسديدة جيوف تجاوزت الخط وأكد بعينه، وأعلن الحكم تسجيل الهدف الإنجليزي الثالث مسجلًا باسم جيوف هورست مما أغضب اللاعبين الألمان واحتجوا على القرار.

## المباراة
| إنجلترا                                      | 4–2 (ب.و.إ.) | ألمانيا الغربية                     |
| -------------------------------------------- | ------------ | ----------------------------------- |
| جيوف هورست 18'، 101'، 120' · مارتن بيترس 78' | تقرير        | هيلموت هالر 12' · فولفغانغ فيبر 89' |

| إنجلترا | ألمانيا الغربية |

| إنجلترا:  |    |                  |     |
|           |    |                  |     |
| GK        | 1  | غوردون بانكس     |     |
| RB        | 2  | جورج كوهن        |     |
| CB        | 5  | جاك تشارلتون     |     |
| CB        | 6  | بوبي مور (كابتن) |     |
| LB        | 3  | راي ويلسون       |     |
| CM        | 4  | نوبي ستايلس      |     |
| CM        | 9  | بوبي تشارلتون    |     |
| CM        | 16 | مارتن بيترس      | 20' |
| CF        | 7  | ألان بول         |     |
| CF        | 10 | جيوف هورست       |     |
| CF        | 21 | روجر هنت         |     |
| المدرب:   |    |                  |     |
| ألف رامسي |    |                  |     |

| ألمانيا الغربية: |    |                     |
|                  |    |                     |
| GK               | 1  | هانز تيلكوفسكي      |
| RB               | 2  | هورست دييتر هوتغز   |
| CB               | 5  | فيلي شولتز          |
| CB               | 6  | فولفغانغ فيبر       |
| LB               | 3  | كارل هينز شنيلينجير |
| CM               | 4  | فرانز بيكنباور      |
| CM               | 8  | هيلموت هالر         |
| CM               | 12 | فولفغانغ أوفيرات    |
| CF               | 9  | أوفه زيلر (كابتن)   |
| CF               | 10 | سيغفريد هيلت        |
| CF               | 11 | لوتار إيميريش       |
| المدرب:          |    |                     |
| هيلموت شون       |    |                     |

| حكام مساعدين - الحكم المساعد: توفيق بهراموف (روسيا) - الحكم المساعد: Dr. Karol Galba ‏ (جمهورية التشيك) | قواعد المباراة - 90 دقيقة - 30 دقيقة من الوقت إضافي عند الحاجة - تعاد المباراة إذا استمر التعادل: - 19:30 ت.ص.ب، الثلاثاء 2 أغسطس 1966 - ملعب ويمبلي، لندن - لا يسمح بإدخال البدلاء |

## الطريق إلى ويمبلي
| المنتخبات المنافسة | الأهـداف | اسم الملعب  | الـجولة         |
| ------------------ | -------- | ----------- | --------------- |
| الأوروغواي         | 0–0      | ملعب ويمبلي | المجموعة الأولى |
| المكسيك            | 2–0      | ملعب ويمبلي | المجموعة الأولى |
| فرنسا              | 2–0      | ملعب ويمبلي | المجموعة الأولى |
| الأرجنتين          | 1–0      | ملعب ويمبلي | ربع النهائي     |
| البرتغال           | 2–1      | ملعب ويمبلي | نصف النهائي     |

| المنتخبات المنافسة | الأهـداف | اسم الملعب     | الـجولة          |
| ------------------ | -------- | -------------- | ---------------- |
| سويسرا             | 5–0      | ملعب هيلزبره   | المجموعة الثانية |
| الأرجنتين          | 0–0      | ملعب فيلا بارك | المجموعة الثانية |
| إسبانيا            | 2–1      | ملعب فيلا بارك | المجموعة الثانية |
| الأوروغواي         | 4–0      | ملعب هيلزبره   | ربع النهائي      |
| الاتحاد السوفيتي   | 2–1      | غوديسون بارك   | نصف النهائي      |